# PIANOHEAD
『PIANOHEAD』は、2007年1月10日にBMG JAPANより発売されたH ZETT Mのセカンドアルバム。

## 解説
- 「ダイキライ」はTX系『PVTV』2月度エンディング・テーマに起用された。
- 初回生産限定盤は「ダイキライ（PV：監督 ウスイ☆ヒロシ）」「GOOD SAVAGE（LIVEからのPVエディット）」を収録したDVD付き。
- 封入特典は「KORG ダイナミック・フレーズ・シンセサイザー KAOSSILATOR "H ZETT M"デコレーションモデル」応募券、「PIANOHEAD発売記念LIVE 弾きまくりDESTROY」抽選先行予約券

## 収録曲
1. SLOW DAYS
2. ID CHECK feat. DJ Mass
3. ダイキライ feat. HIRO:N
4. ワルツ
5. 夕陽
6. 顔をつかまえる
7. ニュースのじかん
8. 脳天気犯値
9. チョコレイトイズマイライフ
10. BUSTER
11. Theme of PIANOHEAD

- 全作詞・作曲・編曲：H ZETT M
- M4、M7、M11はインストゥルメンタル曲